# Alsaciano

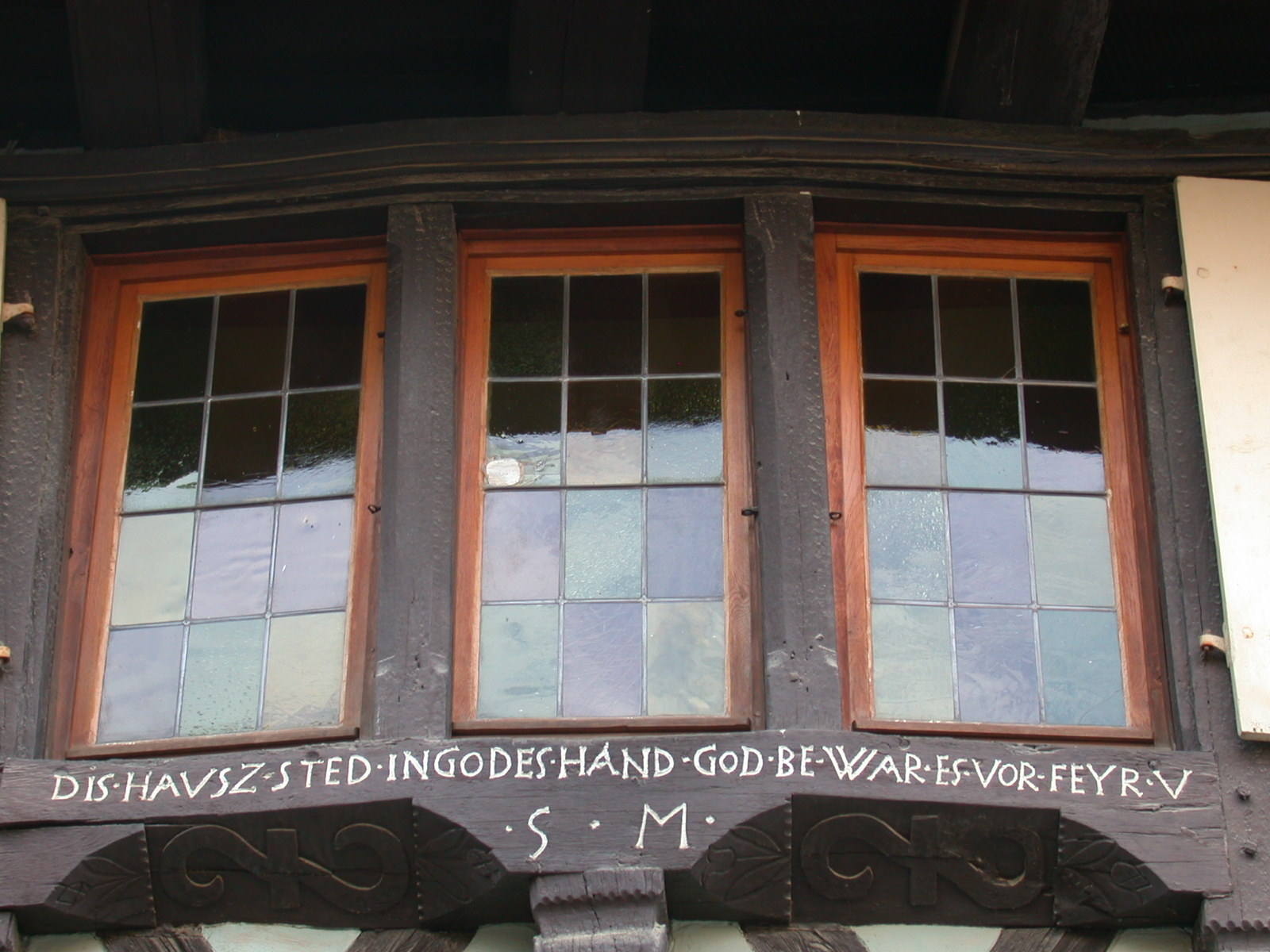
Inscripción en alsaciano en una ventana de la localidad de Eguisheim:
Dis Hausz sted in Godes Hand - God bewar es vor Feyr
("Esta casa está en manos de Dios - Que Dios la proteja del fuego")

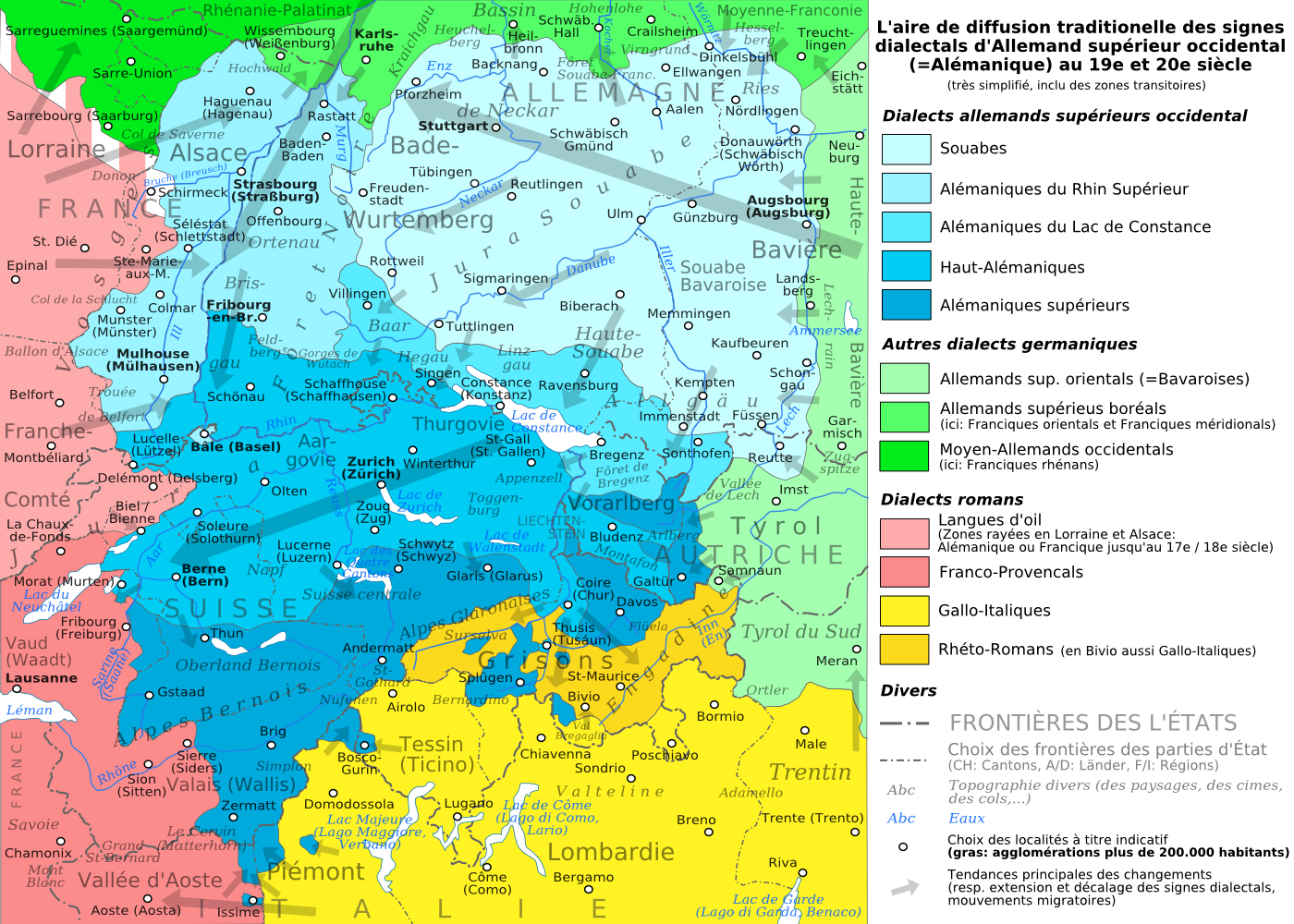
Área de uso del alsaciano y del conjunto de dialectos alemánicos.

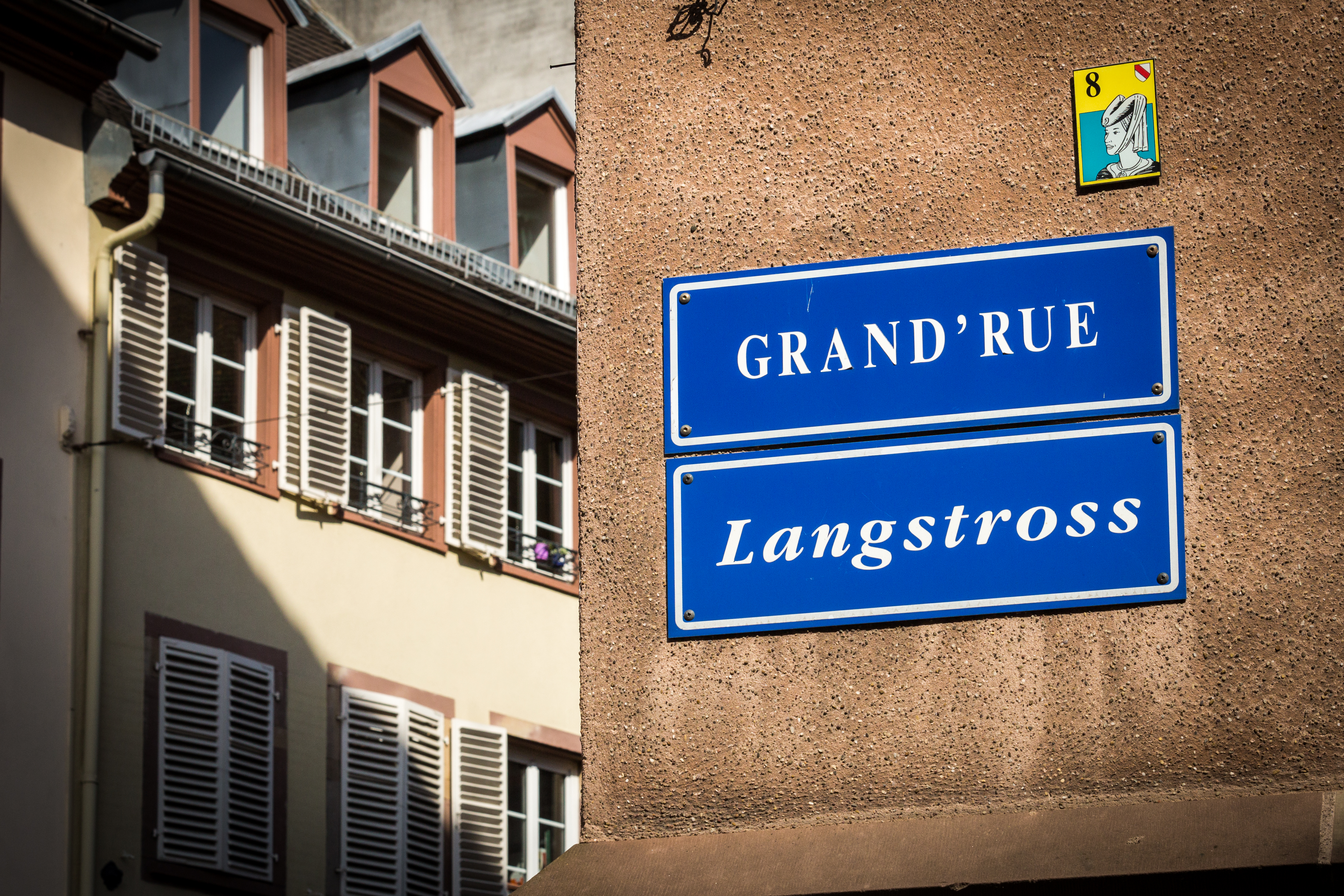
Señalización bilingüe francés-alsaciano en Estrasburgo.

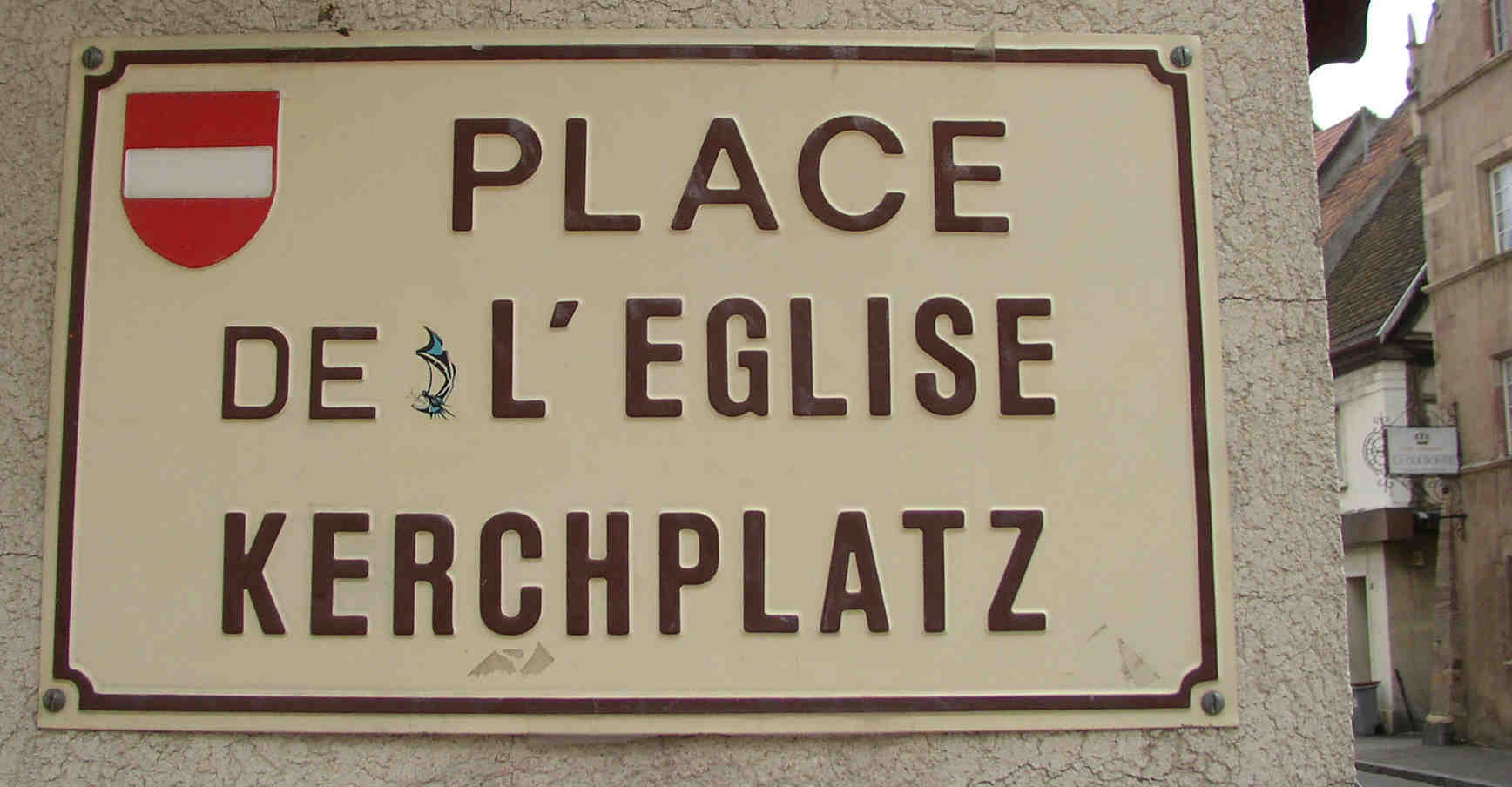
"Plaza de la Iglesia": placa bilingüe en Ensisheim.

Alsaciano (en alemán: Elsässisch, pronunciación: /ˈɛlzɛsɪʃ/ⓘ) es el término empleado para el conjunto de dialectos alemanes alemánicos que se hablan en Alsacia y en áreas limítrofes del departamento de Mosela, en Lorena, entre la vertiente oriental de la cordillera de los Vosgos y el río Rin. Son reconocidos oficialmente en su conjunto como lengua regional de Alsacia y de los países moselanos.
Estas hablas son propias de casi toda la región de Alsacia; región antiguamente disputada en el oriente de Francia, que cambió de manos entre alemanes y franceses cinco veces desde 1861; a excepción de varias localidades del oeste (zona limítrofe con los Vosgos) y del sur (zona limítrofe con el Franco Condado y el Territorio de Belfort), donde tradicionalmente se hablan dialectos romances (lenguas de oïl).
El alsaciano está emparentado con otros dialectos alemánicos, como el alemán de Basilea (Suiza) y los dialectos del estado alemán vecino de Baden-Wurtemberg, y no es fácilmente inteligible para hablantes de alemán estándar.
Aunque a menudo se habla del alsaciano como un dialecto, en realidad el término agrupa a un conjunto de dialectos propios de una localidad o región. En el extremo meridional, el alsaciano ha adoptado muchos rasgos de las hablas altoalemánicas y en el extremo septentrional presenta características del fráncico renano y el palatino. Las diferencias entre estos dialectos pueden ser muy grandes, por lo que es posible que, por ejemplo, un hablante del norte de Estrasburgo y otro del sur de Mulhouse no se puedan entender bien entre sí.
Desde el siglo XX, el alsaciano ha ido perdiendo terreno frente al francés, especialmente en los centros urbanos, aunque sigue siendo lengua habitual en las zonas rurales, principalmente entre las personas de más edad.
Según el Ministerio de Cultura de Francia, hay 650.000 hablantes del dialecto alsaciano, así como 230.000 personas que lo hablan ocasionalmente.

## Grupo dialectal
Los dialectos hablados en Alsacia se clasifican mayoritariamente en el grupo alemánico (alto alemán superior), y dentro de este, en el bajo alemánico, a excepción de los dialectos del sur (zona del Sundgau, en la frontera con Suiza), que se enmarcan en el alto alemánico.
Por su parte, en el extremo norte y noroeste de Alsacia se hablan dialectos del fráncico renano, pertenecientes a la familia del alemán central occidental: en la frontera con el Palatinado (Alemania) se habla un dialecto emparentado con el palatino, y en la llamada Alsace Bossue (zona de Sarre-Union) se habla fráncico lorenés.

## Historia

### Orígenes
El primer registro en alsaciano (alemánico) se encuentra en los Juramentos de Estrasburgo del 842.

### Disputas franco-alemanas: 1648-1945
A partir de 1648, con la asimilación progresiva de Alsacia al reino de Francia y el resultante nacimiento de la rivalidad franco-germana, el uso del alsaciano se ve afectado por las decisiones políticas de la administración de turno, que competirán en radicalidad por la instrucción de los habitantes de la región al uso de la lengua oficial, en detrimento todo ello de la local.
Es el caso del empleo oficial exclusivo del alemán "académico" Hochdeutsch, en el periodo de 1871 a 1919 y especialmente, el de asimilación al III Reich de 1940 a 1945 que llega a prohibir el uso de palabras de origen francés al hablar en alsaciano.
A su vez, las administraciones francesas que impulsaron el uso de la lengua de Molière hasta la anexión de 1871, lo reanudaron con particular énfasis desde 1919, llegando sus partidarios más intransigentes a considerar el alsaciano como una lengua antipatriótica.

### Desde 1945 yUnión Europea
Desde la década de 1960, en el contexto de la reconciliación franco-alemana, la recuperación del uso de la lengua alsaciana —hasta entonces en retroceso— ha sido el objeto de interés de la cultura alsaciana, con el resurgimiento de las representaciones teatrales en alsaciano, el uso en la televisión local o su empleo por figuras relevantes de la cultura alsaciana.
Sin embargo, la administración del Estado francés sigue favoreciendo la enseñanza del Hochdeutsch, impulsado desde 1992, con clases bilingües paritarias de francés y alemán en secundaria, y permitiendo el acceso a los estudios superiores en universidades de ambos países a través del Abibac, mezcla del Abitur alemán y del Baccalauréat francés.
En 1999, Francia firmó la Carta Europea de las Lenguas Minoritarias o Regionales, quedando en tramitación su ratificación por el Parlamento francés y sus dos cámaras.

## Uso
Según un estudio de 2012 de la Oficina para la Lengua y la Cultura Alsaciana (OLCA), hablaban alsaciano unas 800.000 personas en Alsacia, lo que supone el 43 % de la población de la región. De hecho, el estudio muestra que:
- Un 43 % afirma saber hablar alsaciano (dialectófonos);
- Un 33 % afirma hablar algo de alsaciano o entenderlo un poco;
- Un 35 % afirma no entender el alsaciano.

Esta proporción está en franco declive desde el año 1900:
| Año del estudio                                     | 2012 | 2001 | 1997 | 1946   | 1900 |
| --------------------------------------------------- | ---- | ---- | ---- | ------ | ---- |
| Porcentaje de la población declarada "dialectófona" | 43 % | 61 % | 63 % | 90,8 % | 95 % |

La proporción de los hablantes de alsaciano crece con la edad. Entre los jóvenes, el conocimiento es mucho menor. Según dicho estudio, comprenden el alsaciano, según el grupo de edad: el 74 % de los alsacianos de más de 60 años, el 54 % entre los de 45-59 años, el 24 % entre los de 30-44 años, el 12 % entre los de 18-29 años y el 3 % entre los de 3-17 años.
A partir del siglo XX, el uso del alsaciano entra en retroceso como resultado de las políticas de uso del francés, dentro del contexto de las dos guerras mundiales, y si bien hoy en día es empleado por la población de mayor edad y en el mundo rural, en las ciudades (especialmente en las grandes aglomeraciones de Estrasburgo, Mulhouse y Colmar) su uso es mucho menor. El uso es mayor en las localidades fronterizas con Alemania y Suiza, y el porcentaje de hablantes disminuye cuánto más lejos se encuentre la frontera.
El alsaciano, considerado por el 95 % de los alsacianos como la lengua regional, contra un 1 % que piensa que es el alemán (sondeo de Dernières Nouvelles d'Alsace, DNA, 22 de septiembre de 1999), puede, no obstante, ser enseñado en las guarderías y en la escuela primaria, pero permanece todavía como una lengua mayoritariamente de ámbito familiar.
Una característica importante es la práctica ausencia del alemán como lengua estándar y escrita en Alsacia, pues no ha sido nunca una lengua hablada (los alsacianos utilizan exclusivamente su habla local). Otro factor a considerar es, en comparación con otras minorías lingüísticas, la pérdida de la práctica de la lengua por el hecho de que los hablantes reconocen la identidad nacional del estado en el que viven (Francia). Con todo, y a pesar del fuerte sentimiento de pertenencia a Francia, existe un importante movimiento cultural y político en defensa de la lengua, y su vitalidad es comparativamente buena en comparación con otras lenguas minoritarias de Francia, como por ejemplo el bretón, sumado al movimiento político, ideológico y social con manifestaciones públicas en favor del independentismo alsaciano, especialmente luego la incorporación del territorio alsaciano a la región del Gran Este a partir de 2016.
En los últimos años, ha resurgido un cierto interés por el alsaciano y hoy en día pueden verse placas de calles con su denominación tradicional en alsaciano junto a las placas en francés en muchas localidades.

## Lingüística

### Ortografía y fonética
Como dialecto alemánico, no dispone de unas reglas de ortografía y la fonética puede variar de un pueblo a otro. Además el alsaciano no ha continuado la misma línea de evolución que el resto de dialectos alemanes que se hablan en Alemania ya que este se ha mezclado constantemente con el francés. 

### Lexicología
El léxico del alsaciano recuerda al de las zonas vecinas de habla alemánica, como la Suiza germanófona o Baden, en Alemania. La diferencia más importante entre Alsacia y estas regiones (especialmente la segunda) es la menor influencia por parte del alemán como la lengua estándar escrita en Alsacia, lo que ha permitido la conservación de muchas palabras consideradas arcaicas o caídas en desuso en otros lugares. Además, el alsaciano presenta una permeabilidad constante al francés, única lengua oficial y de la vida pública.
| Español   | Alsaciano      | Alemán          |
| --------- | -------------- | --------------- |
| tierra    | Arda           | Erde            |
| cielo     | Himmel         | Himmel          |
| agua      | Wasser         | Wasser          |
| fuego     | Fir            | Feuer           |
| hombre    | Mann           | Mann            |
| mujer     | Freu           | Frau            |
| comer     | essa           | essen           |
| beber     | trinka         | trinken         |
| grande    | gross          | groß            |
| pequeño   | klein          | klein           |
| noche     | Nacht          | Nacht           |
| día       | Dàà            | Tag             |
| hola      | Salü           | Hallo           |
| gracias   | Merci          | Danke           |
| adiós     | Aur'voir       | Auf Wiedersehen |
| por favor | Wenn’s beliebt | Bitte           |

## Cultura en alsaciano

### Figuras
- Tomi Ungerer
- René Schickele
- Jean Egen
- Roger Siffer
- Germain Muller
- René Egles
- Sylvie Reff
- Kansas of Elsass
- Albert Schweitzer